# Coney Island (Irlanda)
L'isola di Coney o Inishmulclohy,  è un'isola dell'Oceano Atlantico situata al largo della costa Irlandese. Fa parte della contea di Sligo (Repubblica d'Irlanda).

## Toponimo
Il nome dell'isola in gaelico irlandese significa isola dei conigli.
Da esso derivò il nome dell'omonimo quartiere di New York, perché il capitano del mercantile Arethusa, che faceva regolarmente servizio tra Sligo e New York, osservando la quantità di conigli presente nella zona dove sarebbe sorto il quartiere decise appunto di battezzarla Coney Island.

## Descrizione
L'isola di Coney è collocata nella Baia di Sligo tra Rosses Point (a nord-est) e la punta sulla quale sorge in villaggio di Strandhill (a sud-ovest). Separa lo Sligo Harbour del resto della Baia di Sligo.

## Storia
L'isola aveva nel 1862 una popolazione di 124 persone, delle quali 45 bambini che frequentavano la scuola locale. Oggi vi risiede in permanenza una sola famiglia, presente sul posto almeno dal 1750. L'isola invece ospita molti residenti temporanei, in particolare durante i mesi estivi. Su Coney Island l'elettricità è stata disponibile a partire dal 1999, grazie alla posa di un cavo sotterraneo.

### Demografia
La popolazione residente, che nel 1841 era di 124 persone, verso la fine del XX secolo è scesa sotto le 10 unità.
La tabella che segue riporta dati sulla popolazione dell'isola tratti dal libro Discover the Islands of Ireland (Alex Ritsema, Collins Press, 1999) e dai censimenti irlandesi. I dati censuari in Irlanda prima del 1841 non sono considerati completi e/o sufficientemente affidabili.
| 1841 | 1851 | 1901 | 1951 | 1996 | 2002 | 2006 | 2011 |
| ---- | ---- | ---- | ---- | ---- | ---- | ---- | ---- |
| 124  | 104  | 64   | 25   | 6    | 3    | 6    | 2    |